# 正隆
正隆（1156年二月—1161年十一月）是金海陵王的第三个年号。海陵王使用正隆这个年号一共6年。

## 大事记
貞元四年（1156年）二月一日（癸酉朔日；西曆2月23日），改元正隆，大赦。
正隆六年（1161年）十月六日（乙巳；阳历10月26日），金東京留守完颜雍領諸軍入城，共擊殺副留守高存福等。七日（丙午日；西曆10月27日），慶雲見，官屬諸軍勸進，完颜雍固讓良久，於是親告天太祖廟，還御宣政殿，即皇帝位。八日（丁未日；西曆10月28日），大赦，改元大定。
十一月二十七日（乙未日，阳历12月15日），海陵王完顏亮为其部将浙西兵馬都統制完顏元宜所弑，金军南侵完全失败。

## 纪年
| 正隆 | 元年   | 二年   | 三年   | 四年   | 五年   | 六年   |
| ---- | ------ | ------ | ------ | ------ | ------ | ------ |
| 公元 | 1156年 | 1157年 | 1158年 | 1159年 | 1160年 | 1161年 |
| 干支 | 丙子   | 丁丑   | 戊寅   | 己卯   | 庚辰   | 辛巳   |

## 正豐
高麗為回避世祖王隆的名諱，將正隆的隆改為豐。

## 其他政权同期使用的年号
- 中國
  - 紹興（1131年－1162年）：宋—宋高宗趙構之年號
  - 紹興（1151年－1163年）：西遼—遼仁宗耶律夷列之年號
  - 天盛（1149年－1169年）：西夏—夏仁宗李仁孝之年號
  - 龍興（1157年－1161年）：大理—段正興之年號
- 越南
  - 大定（1140年－1162年）：李朝—李天祚之年號
- 日本
  - 久壽（1154年－1156年）：近衛天皇之年號
  - 保元（1156年－1159年）：後白河天皇與二條天皇之年號
  - 平治（1159年－1160年）：二條天皇之年號
  - 永曆（1160年－1161年）：二條天皇之年號
  - 應保（1161年－1163年）：二條天皇之年號

## 深入閱讀
- 李崇智. . 北京: 中華書局. 2004年12月. ISBN 7101025129.
- 鄧洪波. . 臺北: 國立臺灣大學東亞經典與文化研究計劃. 2005年3月  [2022-01-03]. ISBN 9789860005189. （原始内容 (pdf)存档于2007-08-25）.

## 参看
- 中國年號索引

| 前一年號： 貞元 | 金朝年号 | 下一年號： 大定 |